# 伊金霍洛草原

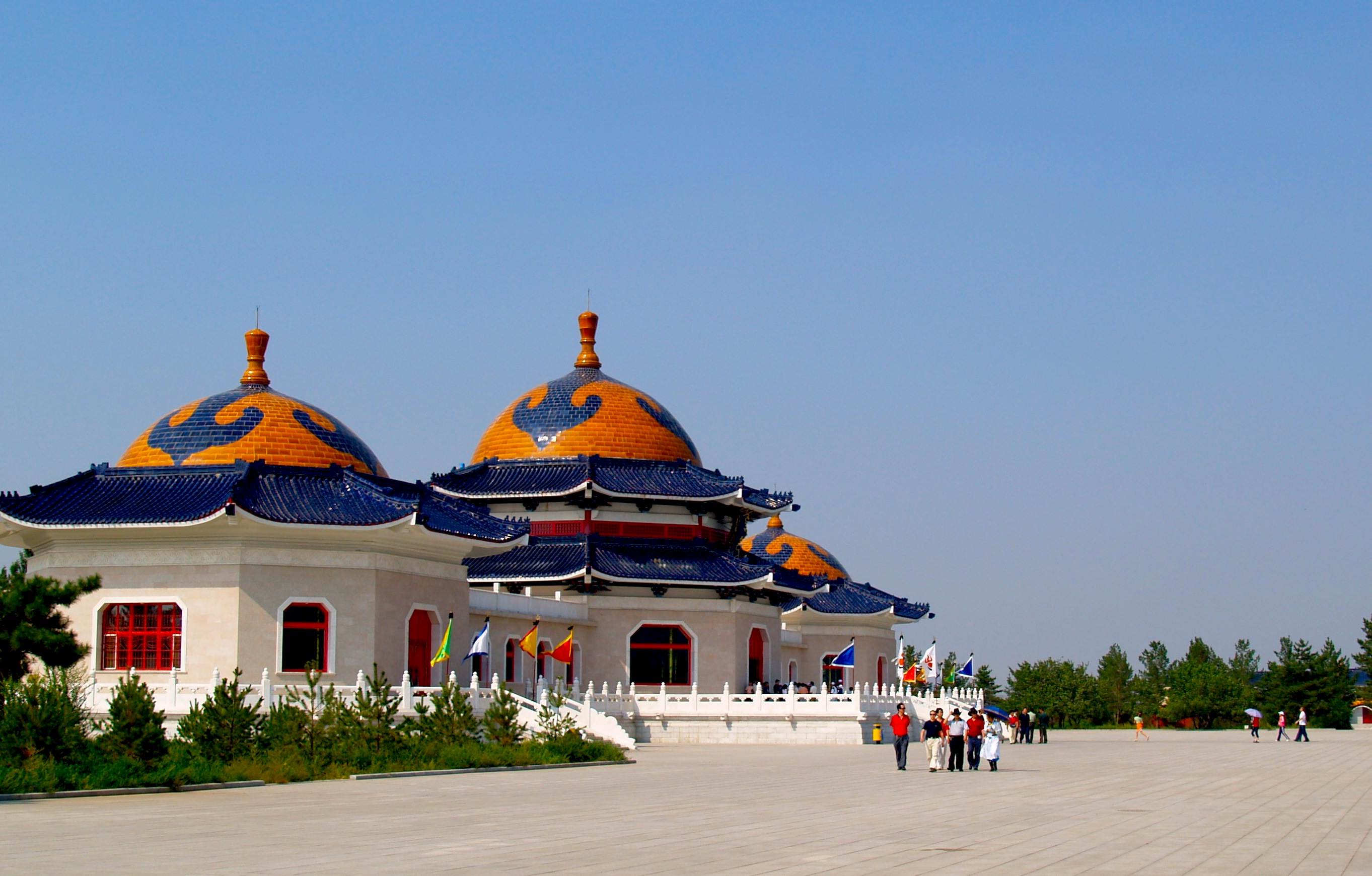
成吉思汗陵（衣冠冢）

伊金霍洛，蒙古语意为“君主的圣地”，蒙古高原草原-內蒙古草原-东北草原的一部份，位于中国内蒙古地区鄂尔多斯高原东南部，全称为伊金霍洛草原。成吉思汗陵(衣冠冢)在那里，因此成为蒙古族心中的圣地。